# Henry Enfield Roscoe
Henry Enfield Roscoe (Londra, 7 gennaio 1833 – West Horsley, 18 dicembre 1915) è stato un chimico britannico, famoso per le sue ricerche sul vanadio e sulla fotochimica.

## Vita
Henry Enfield Roscoe nacque a Londra, figlio dell'avvocato Henry Roscoe e nipote dello storico, scrittore e botanico William Roscoe. L'economista e logico William Stanley Jevons fu un suo cugino.
Roscoe frequentò il liceo a Liverpool e quindi l'University College di Londra. Andò in seguito a Heidelberg a lavorare presso Robert Bunsen, del quale fu amico per tutta la vita. Nel 1857 fu chiamato alla cattedra di chimica all'Owens College di Manchester (in seguito affiliato alla Victoria University, che dal 2004 è parte dell'Università di Manchester). Nel 1863 sposò Lucy Potter, figlia di Edmund Potter. Beatrix Potter fu sua nipote.
Nel 1884 fu nominato cavaliere. Dal 1885 al 1895 fu membro del parlamento per il distretto di Manchester Sud. Fu membro di varie commissioni riguardanti problemi didattici, che lo interessarono molto, e dal 1896 al 1902 fu vice-cancelliere (titolo equivalente a rettore) dell'Università di Londra.
Morì nel 1915 nella sua residenza a West Horseley, un piccolo villaggio nel distretto di Guildford (Surrey).

## Contributi
Tra il 1855 e il 1862 Roscoe svolse assieme a Bunsen una serie di ricerche di fotochimica. Alcune di queste ricerche furono: il perfezionamento di un attinometro idrogeno/cloro che permise misure quantitative di grande accuratezza; lo sviluppo del primo metodo per produrre carta al cloruro di argento di sensibilità costante, che poteva essere usata come attinometro fotografico; la misura degli effetti fotochimici della luce solare diurna diffusa e diretta, e studi sullo spettro solare.
Nel 1864 Roscoe e Bunsen fecero quella che è considerata la prima fotografia con il flash, usando la luce prodotta da un filo di magnesio.
Nel 1867 Roscoe iniziò a studiare il vanadio e i suoi composti, e riuscì a ottenere vanadio metallico puro riducendo il dicloruro di vanadio con idrogeno. Dimostrò così che la sostanza che in precedenza era considerata vanadio metallico era in realtà contaminata da ossigeno, e corresse il valore di massa atomica del vanadio ottenuto da Berzelius.
Roscoe condusse ricerche anche sull'acido perclorico e sui cloruri di piombo e tallio. Fu il primo ad ottenere WCl5 e UCl5. Studiò gli spettri di sali di terbio, del bromo e del monocloruro di iodio.

## Opere

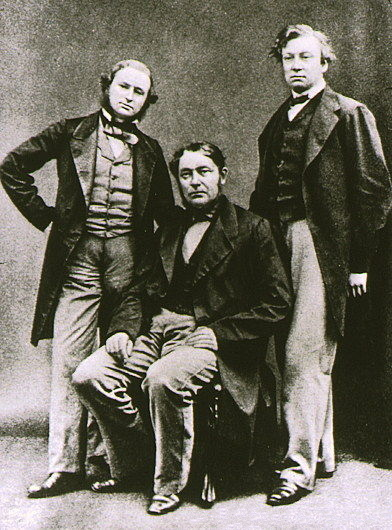
Kirchhoff, Bunsen, e Roscoe (1862)

Oltre ad articoli su riviste specialistiche, Roscoe fu autore di vari libri, tra i quali:
- (EN) H. E. Roscoe, Lessons in Elementary Chemistry: Inorganic and Organic, Londra, Macmillan, 1867.
- (EN) H. E. Roscoe, Spectrum Analysis. Six Lectures, New York, Appleton, 1869.
- (EN) H. E. Roscoe e C. Schorlemmer, Treatise on Chemistry, in 2 volumi, 1ª ed., London, Macmillan, 1877. Questa opera ebbe altre edizioni successive e fu per molto tempo considerata un testo di riferimento nella chimica inorganica.
- (EN) H. E. Roscoe, John Dalton and the Rise of Modern Chemistry, Londra, Macmillan, 1895.
- (EN) H. E. Roscoe, The Life & Experiences of Sir Henry Enfield Roscoe, Londra, Macmillan, 1906.

## Riconoscimenti
Nel 1863 fu eletto membro della Royal Society, da cui ebbe la Royal Medal nel 1873, e nel 1879 diventò membro onorario della Società Chimica Tedesca (Deutsche chemische Gesellschaft).  Nel 1882 diventò membro corrispondente della Accademia Bavarese delle Scienze (Bayerische Akademie der Wissenschaften).
Il suo nome è inoltre ricordato dal minerale roscoelite, contenente vanadio.